# Гришин Валерій Ігорович
Валерій Ігорович Гришин (нар. 12 червня 1994, Красний Лиман, Донецька область, Україна) — український футболіст, нападник.

## Життєпис
Вихованець донецького «Шахтаря». З 2011 року грав за молодіжну команду «гірників». У 2013 році кілька місяців провів в оренді в «Іллічівці». Ні в донецькій, ні в маріупольській команді йому не вдалося зіграти жодного офіційного матчу.
Взимку 2015 року перейшов в ужгородську «Говерлу». У цій команді дебютував у Прем'єр-лізі 1 березня 2015 року в грі з запорізьким «Металургом». Першим голом в українському вищому дивізіоні відзначився 10 квітня того ж року в воротах «Іллічівця». Молодий нападник не у всіх зустрічах виглядав гостро й впевненим у своїх силах, але, на думку порталу football.ua, було очевидно, що йому під силу стати основним гравцем в одній з команд УПЛ. Всього у весняній частині сезону 2014/15 років футболіст зіграв за «Говерлу» в 10 матчах.
Після закінчення сезону проходив перегляд у клубі третього німецького дивізіону «Хемніцер». 1 вересня 2015 року заявлений за «Металіст», куди перейшов в оренду.
У січні 2016 року повернувся до «Іллічівця», підписавши контракт на 1 рік, отримав футболку з 24-м ігровим номером. 13 серпня 2016 року підписав контракт з краматорським «Авангардом», наприкінці листопада того ж року залишив команду (через завершення терміну орендного договору). У 2017 році захишав кольори аматорського клубу «Локомотив» з рідного міста Лиман.
У 2018 році виїхав до Мальдів, де грав за «Валенсію» (Мале). Другу частину сезону 2018/19 років провів у бангладеському «Шейх Руссель», за який зіграв 11 матчів (3 голи).

## Досягнення
- Чемпіон Камбоджі (2): 2021, 2022
- Володар Кубка камбоджійської ліги (2): 2022, 2023
- Володар Суперкубка Камбоджі (2): 2022, 2023